# Sklepienie (anatomia)

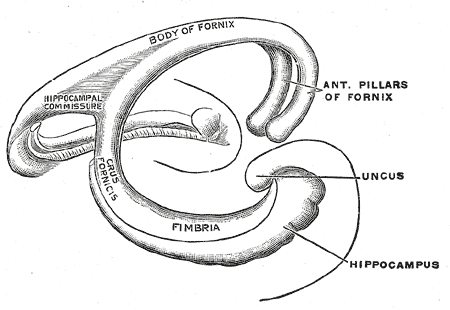
Schemat sklepienia mózgu

Sklepienie (łac. fornix) – struktura anatomiczna mózgowia, część układu limbicznego.

## Budowa
Sklepienie jest parzystym, łukowato przebiegającym pasmem włókien nerwowych, widocznym w ścianie komory bocznej. Włókna te przeważnie przebiegają od hipokampa do ciała suteczkowatego. Oba sklepienia, prawe i lewe, łączą się ze sobą w części środkowej, których powierzchnia górna zrasta się z ciałem modzelowatym i z przegrodą przezroczystą – ta część nazywana jest trzonem sklepienia (corpus fornicis). W części przedniej sklepienia trzon zagina się dokoła otworu międzykomorowego i przechodzi w słup sklepienia (columna fornicis), który w górnym odcinku jest widoczny do przodu od otworu międzykomorowego, w dolnym zaś wnika do podwzgórza, kończąc się w ciele suteczkowatym. Słupy sklepienia dzielą się na dwie części:
- część wolną (pars libera) – górny odcinek
- część ukrytą (pars tecta) – dolny odcinek

Z tyłu włókna trzonu sklepienia prawego i lewego znacznie oddalają się od siebie. Tworzą one dalej obustronnie odnogę sklepienia (crus fornicis). Zagina się ona ku dołowi i łukowato otacza powierzchnię grzbietową wzgórza, przechodząc następnie w strzępek hipokampa (fimbria hippocampi), leżący w ścianie rogu dolnego komory bocznej. Między odnogami sklepienia znajduje się blaszka zbudowana z poprzecznie biegnących włókien nerwowych, tworzących spoidło sklepienia (comissura fornicis).

## Funkcja
Stanowi ono jedno z najważniejszych połączeń śródlimbicznych, łączących zespół hipokampa z ciałem suteczkowatym, jądrami przegrody oraz jądrem przednim wzgórza.

## Dodatkowe ilustracje

Grafika obrazująca mózgowie ze sklepieniem oznaczonym kolorem czerwonym.
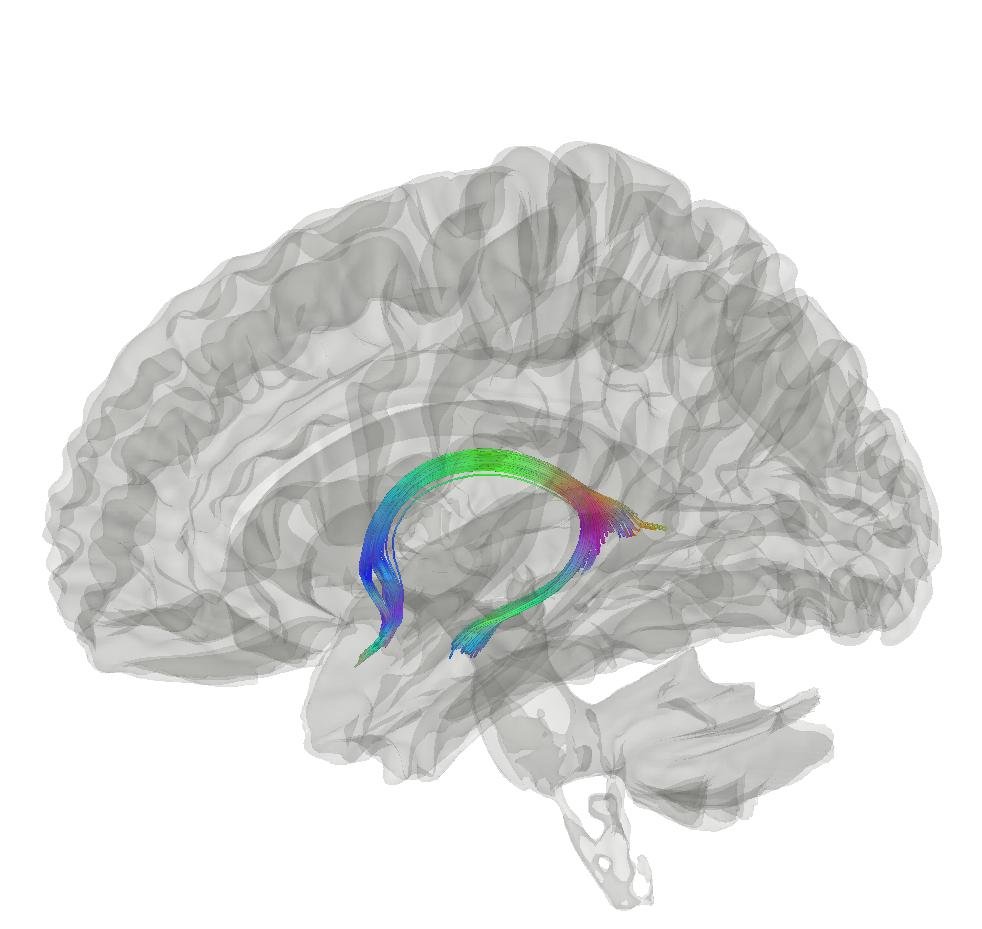
Traktografia istoty białej ukazująca sklepienie.